# Жінка без голови
Жінка без голови (ісп. La Mujer Sin Cabeza) — фільм аргентинської кінорежисерки Лукресії Мартель 2008 року. Світова прем'єра стрічки відбулася 21 травня 2008 року на Каннському кінофестивалі.

## Сюжет
Дія фільму відбувається в аргентинському місті Сальті. Немолода жінка на ім'я Веро, повертаючись додому від родичів, відволікається на дзвінок мобільного телефону і когось збиває. Від шоку жінка не може змусити себе вийти з машини і перевірити, чи справді вона когось збила, і якщо так, то кого. Вона просто їде далі і поступово втрачає голову від того, що з нею сталося. Жінка не може забути про аварію і не може жити своїм звичайним життям. Після аварії Вероніка поступово втрачає контроль над сприйняттям реальності та не може визначити, що було насправді, а що їй лише здається. І глядачі протягом фільму так і не впевнюються достеменно, яким був справжній плин подій у житті героїні, а що було дивної грою її підсвідомості.

## Критика
Загалом критики сприйняли фільм позитивно. «Жінку без голови» було названо однією з найкращих кінопрем'єр 2009 року Джоном Вотерсом і журналом Film Comment. Хоча більшість критиків хвалили «Жінку без голови» за кінематографічні якості і соціальний підтекст, подекуди навіть порівнюючи Мартель з Альфредом Хічкоком і Мікеланджело Антоніоні, деякі оцінки були досить стриманими, зазначаючи повільність фільму і відсутність чіткого сюжету.
Аргентинська газета Кларін у своїй рецензій пише, що цей фільм не можна віднести до жодного жанру, називаючи його «road movie без мапи і маршруту», основними темами якого є заперечення як психологічний феномен та ескапізм. Британський часопис Індепендент називає фільм таємничим і таким, що може спантеличити глядача, вважаючи його основною ідеєю те, що навіть невизнана провина може отруїти життя людини. Водночас, він також відзначає, що фільм піднімає проблематику становища індіанців в аргентинському суспільстві, які існують як фонові, майже невидимі персонажі і не сприймаються буржуазією як справжні люди. Нью-Йорк Таймс у своїй рецензії зазначає, що стрічка може розглядатися як політична притча, де Вероніка зі своїм мовчазним запереченням вини в автомобільній аварії є алегорією аргентинського суспільства, яке заперечує своє минуле, заперечує свою вину у мовчанні в роки диктатури і Брудної війни. Схожу думку висловлює і французька газета «Ле-Монд», називаючи «Жінку без голови» великим політичним фільмом, що описує механізми того, як вищі соціальні класи звільняють себе від відповідальності за власні злочини, зберігаючи при цьому свої привілеї.
Як і всі фільми Лукресії Мартель, «Жінка без голови», на думку критиків, є складним психологічним аналізом того, що ми називаємо «реальністю», роздумами про суб'єктивність сприйняття, екзистенційним питанням про те, що означає «бути там». Окремі французькі критики вбачають у цій фантасмагоричності, стертості меж реальності та розмитості сприйняття фантастичні елементи твору
.

## У ролях
- Марія Онетто — Веро
- Клаудія Кантеро — Хосефіна
- Сесар Бордон — Маркос
- Даніель Хено — Хуан Мануель
- Гільєрмо Аренго — Марсело
- Інес Ефрон — Кандіта
- Марія Ванер — тітка Лала

## Нагороди і номінації
Загалом стрічка отримала 11 різноманітних нагород і 19 номінацій, зокрема:
- Номінація на «Золоту пальмову гілку» Каннського кінофестивалю
- Нагороди Аргентинської кіноакадемії:
  - найкращий режисер
  - найкращий фільм
  - найкращий сценарій
- Премія «Срібний кондор» Аргентинської асоціації кінокритиків найкращій актрисі (Марія Онетто)

## Кінофестивалі
Світова прем'єра стрічки відбулася 21 травня 2008 року на Каннському кінофестивалі у рамках конкурсної програми. Крім того, фільм було показано:
- 9 серпня 2008 року на кінофестивалі в Локарно
- 26 вересня 2008 року на кінофестивалі у Ріо-де-Жанейро
- 6 листопада 2008 року на кінофестивалі Американського інституту кіно
- 21 листопада 2008 року на міжнародному кінофестивалі в Осло
- 22 січня 2009 року на міжнародному кінофестивалі у Роттердамі[19]
- 7 березня 2009 року на фестивалі у Пінамарі
- 4 квітня 2009 року на кінофестивалі у Стамбулі
- У травні 2009 року на міжнародному кінофестивалі у Сіетлі
- 19 серпня 2009 року на кінофестивалі у Нью-Йорку
- 25 вересня 2009 року на міжнародному кінофестивалі у Яссах
- 2 жовтня 2009 року на міжнародному кінофестивалі у Ванкувері
- 22 листопада 2009 року на міжнародному кінофестивалі у Сент-Луїсі
- 9 грудня 2009 року на міжнародному кінофестивалі у Джакарті
- 11 лютого 2011 року на швейцарському Black Movie Film Festival
- 2009 року кінофестивалях у Лас-Вегасі і Маямі[20]